# Fungemia
Fungemia – stan definiowany jako obecność żywych grzybów we krwi.
Odmianą fungemii jest kandydemia, czyli obecność we krwi żywych grzybów z rodzaju Candida. Zakażenie tym rodzajem drożdży jest najczęstszą postacią fungemii. Znacznie rzadziej chorobę tę powodują drożdże piekarskie (Saccharomyces cerevisiae), Fusarium solani lub drożdże podstawkowe takie jak Cryptococcus neoformans czy Rhodotorula.